# Дом С. С. Нарышкина
Дом С. С. Нарышкина (дом Гурьева, здание музея Октябрьской железной дороги) — памятник архитектуры. Расположен в Санкт-Петербурге, современный адрес дома — Литейный проспект, 62.
Первые постройки на участке существовали уже в 1738 году. К 1784 году участок (на тот момент — № 168) принадлежал И. В. Логинову. В начале XVIII века участком владела Н. А. Крекшина, которая продала его Е. Ф. Комаровскому, в 1807 году он передал владение тёще, А. Д. Цуриковой. Между рассматриваемым домом и соседним, современным № 60, был разрыв, который при Комаровском был застроен с расширением дома на две оси и созданием проезда во двор.
Не позднее 1822 года (вероятно, в 1813 году) дом стал собственностью Петра Васильевича Лопухина, после его смерти до 1839 года владелицей была его дома, далее домом владела Марина Дмитриевна Гурьева (урождённая Нарышкина, жена П. Н. Гурьева). В 1852 году она продала дом брату, Э. Д. Нарышкину, в 1856 году тот решил заняться перестройкой особняка, в частности, расширить северную анфиладу, и отдал заказ Г. А. Боссе (в дальнейшем эта часть перестраивалась при создании эстрады, и предположительно замысел архитектора не сохранился даже частично). В 1871 году Нарышкин продал здание Литейному духовному ведомству.
Трёхэтажное здание стояло по соседству с домом, в котором жил Салтыков-Щедрин, и принадлежало (как минимум с 1893 года) К. П. Победоносцеву, высказывавшемуся, в частности, против писателя.
Около 1907 года, после смерти Победоносцева, дом был электрифицирован, отремонтирована кровля и окна, заменены обои, вычищены камины и подоконники, проложена канализация.
Частично флигеля здания были заселены, частично заняты складами и магазинами, в том числе тут находился склад Калмыковой. Во время Первой мировой войны в здании был размещён лазарет. Позднее в здании располагалась Школа машинистов, поэтому с 1978 и до 2001 года здесь размещался железнодорожный музей.
В 2011 году четырёхэтажный (sic) особняк был куплен группой СУ-155 с намерением создать в доме отель, в 2013 году было решено приспособить здание под бизнес-центр. К 2015 году здание было отключено от инженерных коммуникаций, законсервировано, деревянные балки перекрытий были частично заменены на металлические. В 2019 году собственник вновь сменился, в августе 2020 года в здании параллельно с продолжением работ начало открываться городское пространство «Третье место», при этом предполагается сохранить пространства, близкие ко входу, как охраняемые, но изменить неохраняемую часть помещений дома.
Лицевой фасад рустован, входной проём оформлен веерным рустом и профилированным наличником. Дверь дубовая, с растительным орнаментом и филенками. Окна также оформлены профилированными наличниками и сандриками. На лицевом фасаде изначально был балкон, со временем утраченный и замененный на типовую решётку, к 2024 году также отсутствующую. Известно об утрате лестниц в восточной части северного флигеля, перестройке торцевого восточного флигеля и утрате блока в восточной части южного флигеля.
У здания трёхмаршевая парадная лестница, облицованная белым с серыми прожилками мрамором, у чугунной лестничной ограды в середине опорных стоек расположен растительный мотив, лестничная площадка на уровне первого этажа украшена четырьмя пилонами прямоугольного сечения. Другая лестница ранее освещалась восьмигранным световым фонарём. В заполнении проёмов и оформлении здания зачастую использован дуб, подоконные доски мраморные. В парадном вестибюле сохранились лепнина, камины, украшенные зеркала, бронзовые люстры.